# Chronicon Barcinonenses I
El Chronicon Barcinonenses I és un cronicó de la sèrie de Cronicons Barcinonenses, escrits en la seva majoria en llatí, i que començaren a ser redactats entre el 1149 i el 1153 a l'empara de les gestes militars de Ramon Berenguer IV de Barcelona, Príncep d'Aragó i Comte de Barcelona. Aquest comprèn el període del 985 al 1311 i sembla procedir d'un cronicó barcinonense inicial avui perdut, que finalitzava el 1274.